# Phó tế
Phó tế hay thầy sáu trong tiếng Việt cổ, cũng gọi là chấp sự, là một chức vụ giáo sĩ trong các giáo hội Kitô giáo nhưng có sự khác biệt giữa về thần học và trách nhiệm trong từng giáo hội đó.
Trong Giáo hội Công giáo Rôma, phó tế được xem là một chức thánh, được nhận chức trước linh mục và giám mục; các giáo hội Kháng Cách gọi là chấp sự. Cả hai cách gọi đều có nguồn gốc từ tiếng Hy Lạp là diakonos (διάκονος) mang nghĩa là "người đang chờ đợi một chức vụ" nhằm ám chỉ họ sẽ được nâng lên chức vụ cao hơn về sau.
Truyền thống Kitô giáo tin rằng, chức phó tế bắt nguồn từ việc giáo hội sơ khai tuyển chọn ra bảy người đàn ông, trong đó có thánh Stêphanô, để trợ giúp, quản lý các công việc từ thiện của giáo hội (Sách Công vụ Tông đồ, chương 6)